# The Frost
The Frost est un groupe américain de rock, originaire de Détroit, dans le Michigan.

## Biographie
The Frost est formé sur les restes d'un autre groupe appelé The Bossmen, en 1968 à Détroit, dans le Michigan, par le guitariste Dick Wagner. En deux ans d'existence, le style du groupe a évolué de l'acid rock psychédélique vers un hard rock teinté de blues. Ils font partie de la scène de Détroit au même titre que MC5 ou The Stooges. La première performance du groupe à grande échelle s'effectue au Meadowbrook Theatre face à 10 000 spectateurs.
The Frost est l'un des groupes de Détroit les mieux acclamés de cette époque ; cependant, les couvertures de faibles qualités, et une mauvaise distribution et promotion de Vanguard coulent le groupe, qui manquera cruellement le succès national que Bob Seger, Ted Nugent et Grand Funk Railroad ont réussi à atteindre.
Ils comptent trois albums sur le label Vanguard : Frost Music (1969), Rock and Roll Music (1969) et Through the Eyes of Love (1970),.
Dick Wagner s'illustre ensuite dans le groupe de Lou Reed puis aux côtés d'Alice Cooper ou Peter Gabriel.

## Membres
- Dick Wagner - guitare, chant
- Don Hartman - guitare
- Gerdy Harris - basse
- Bob Riggs - batterie

## Discographie

### Albums studio
- 1969 : Frost Music (Vanguard)
- 1969 : Rock and Roll Music (Vanguard)
- 1970 : Through the Eyes of Love (Vanguard)
- 2001 : Live at the Grande Ballroom 1969 (Vanguard)

### Singles
- 1967 : Sunshine / Little Girl (sous Dick Wagner and the Frosts)
- 1968 : Bad Girl / A Rainy Day (sous Dick Wagner and the Frosts)
- 1969 : Mystery Man / Stand in the Shadows (Vanguard)
- 1969 : Donny's Blues / Rock and Roll Music (Vanguard)
- 1969 : Help Me Baby / Black Train (Vanguard)
- 1969 : Linda / Sweet Lady Love (Vanguard)
- Black as Night / A Long Way from Home (Vanguard)

### Compilation
- 1969 : Early Frost (Vanguard)